# 電気通信局
電気通信局（でんきつうしんきょく）
1. 旧郵政省の内部部局
1984年（昭和59年）7月1日に電気通信政策局と電波監理局の2局が再編され、通信政策局と放送行政局とあわせ3局体制となった。
構成は電気通信事業部、電波部の2部および総務課。
電気通信事業部は電気通信事業の振興・規律、事業者に対する監督事務、電波部は周波数の割当て、無線局の開設、電波監視等をはじめとする電波監理行政を所掌した。
2001年（平成13年）1月6日の中央省庁再編により、旧郵政省大臣官房国際部と統合し総務省総合通信基盤局となった。
2. 旧電気通信省に置かれた地方支分部局
1949年（昭和24年）6月1日に電気通信省が設置された際に全国10か所に配置された。
1952年（昭和27年）8月1日の日本電信電話公社への移行後も引き続き地方組織として電気通信局という名称を継承した。
後に関東電気通信局から東京電気通信局が分離し、全国で11か所に配置。
1972年（昭和47年）5月15日の沖縄返還に際しては沖縄県は九州電気通信局の管轄とせず、沖縄県のみを管轄区域とする沖縄電信電話管理局を発足させた。
この11電気通信局・1電信電話管理局の体制はNTTへの移行まで維持された。
1985年（昭和60年）4月1日のNTT移行後は電気通信局を総支社に改称、近畿電気通信局のみ関西総支社としその他の総支社は電気通信局で使用していた地域名をそのまま使用した。その後、県域単位に置かれていた支社を廃止後は総支社を支社と改称した。